# Чукотский район
Чуко́тский райо́н (чук. Чукоткакэн район) — административно-территориальное образование (район) и муниципальное образование (муниципальный район) в составе Чукотского автономного округа Российской Федерации. Является самым восточным районом Российской Федерации.
Административный центр — село Лаврентия.

## Физико-географическая характеристика

### География
Чукотский район расположен на северо-востоке округа (почти весь — на Чукотском полуострове) и омывается водами Чукотского моря на севере и Берингова пролива на востоке; там же проходит морская граница с США. Это единственный район России, который имеет непосредственный выход сразу к двум океанам — Северному Ледовитому и Тихому. Протяжённость береговой полосы Чукотского моря в пределах района составляет 580 км, Берингова моря — 370 км.
Чукотский муниципальный район на юге граничит с Провиденским районом, на западе с Иультинским районом.

### Климат
Климат на территории района — крайне суровый. Среднегодовая температура самого холодного месяца — февраля — от −18 до −42 °C, самого тёплого — июля — от +4 до +14 °C. Зимой характерны сильные пурги с порывами ветра до 35 м/сек, видимость при этом может упасть до 1 м. Возможны оттепели зимой, а также снегопады летом.

### Рельеф
Бо́льшую часть Чукотского района занимают скалистые массивы и тундровые нагорья. Хребет Гэнканый протяжённостью 150 км и высотой 700—900 м делит район на восточную и западную части. К побережью морей примыкают обширные заболоченные равнины.
Гидрография
Территории района богата водными ресурсами. Реки имеют ряд особенностей — продолжительный ледостав, высокие и быстрые паводки, резкую сезонность питания и неравномерный сток. Многие реки промерзают до дна, также повсеместно распространены наледи. Реки замерзают в сентябре, вскрываются в конце мая — начале июня. Крупнейшие реки — Чегитун, Игельквеем, Улювеем, Ёонайвеем.
По долинам рек находится много озёр и болот, а по побережью морей — лагунных озёр. В горах множество моренных озёр, низменные озёра часто зарастают и превращаются в трясины.
Крупнейшие озёра района нелиманного происхождения — Ёонай и Коолень.
Имеется несколько горячих и холодных минеральных источников, крупнейшие из которых — Мечигменские, Туманные, Лоринские, Пыкелюнвээмские, Ионийские, Бабушкины Очки.

### Полезные ископаемые
Имеются месторождения россыпного золота, полиметаллических руд, ртути, олова, каменного угля. Почти неограниченными запасами обладают залежи строительного песка, известняка, гравия, мрамора.

## История
Район был образован в 1927 году. 25 апреля 1957 года из его состава выделен Провиденский район.

## Население
| 1939  | 1959  | 1970  | 1979  | 1989  | 2002  | 2006  |
| ----- | ----- | ----- | ----- | ----- | ----- | ----- |
| 6694  | ↘3595 | ↗4859 | ↗5765 | ↗6878 | ↘4541 | ↗4608 |
| 2009  | 2010  | 2011  | 2012  | 2013  | 2014  | 2015  |
| ↗4622 | ↗4838 | ↘4820 | ↘4808 | ↘4709 | ↘4603 | ↘4510 |
| 2016  | 2017  | 2018  | 2019  | 2020  | 2021  | 2023  |
| ↘4344 | ↘4182 | ↘4053 | ↘4031 | ↘3984 | ↗4995 | ↘4941 |
| 2024  |       |       |       |       |       |       |
| ↘4915 |       |       |       |       |       |       |

Единственный район автономного округа, в котором отсутствует городское население.

### Национальный состав
Коренные народы Севера составляют 4,3 тысячи из 5,3 тысячи человек: 88,5 % — чукчи, 11,1 % — эскимосы и 0,4 % — юкагиры, эвены, чуванцы, ительмены.

## Территориально-муниципальное устройство
В Чукотском районе 6 населённых пунктов. В рамках организации местного самоуправления каждый из них образует одноимённое сельское поселение в Чукотском муниципальном районе, в состав которого также входят межселенные территории (земли вне границ поселений).

### Населённые пункты
Все населённые пункты района — сельские.
| № | Населённый пункт | Тип  | Население (чел) | Сельское поселение | Площадь км² |
| - | ---------------- | ---- | --------------- | ------------------ | ----------- |
| 1 | Инчоун           | село | ↘416            | Инчоун             | 1,17        |
| 2 | Лаврентия        | село | ↘1425           | Лаврентия          | 10,40       |
| 3 | Лорино           | село | ↗1470           | Лорино             | 5,32        |
| 4 | Нешкан           | село | ↘640            | Нешкан             | 2,53        |
| 5 | Уэлен            | село | ↘673            | Уэлен              | 5,02        |
| 6 | Энурмино         | село | ↘305            | Энурмино           | 7,47        |

## Руководители

### Главы администрации
- Зеленский Михаил Антонович
- Юрочко Лариса Петровна

## Экономика
Главная отрасль экономики — сельское хозяйство, представленное оленеводством (сельскохозяйственные предприятия «Кэпэр» и «Заполярье»), звероводством (голубой песец), рыболовством и морзверобойным промыслом. Действуют уникальные косторезные мастерские.
Несмотря на наличие существенных запасов полезных ископаемых, их промышленная разработка не ведётся.

## Транспорт
Единственной круглогодичной автодорогой является насыпная трасса между райцентром и с. Лорино, по которой налажено регулярное автобусное сообщение. Остальные дороги являются сезонными автозимниками.
Пассажирское сообщение между сёлами района происходит посредством вертолёта.
Завоз продуктов, топлива и материально-технических ценностей в прибрежные населённые пункты осуществляется каботажным флотом.

## Охрана природы
На бо́льшей части района находится природно-этнический парк «Берингия», который создан для сохранения биологического разнообразия местной флоры и фауны, историко-культурного наследия коренного населения (чукчей и эскимосов).
Несколько участков на территории района объявлены памятниками природы и охраняются государством — Гильмимливеемские и Кукуньские горячие источники, каньон реки Чегитун.